# Бассейн (город)
Бассе́йн (бирм. ပုသိမ်; Патейн) — город-порт в Мьянме с населением около 300 тыс. жителей, столица округа Иравади и района Бассейн.
Находится в дельте реки Иравади, на её рукаве Бассейн, 190 км к западу от Рангуна. Несмотря на расстояние до океана, большие океанские суда также могут входить в порт Бассейна. Важный железнодорожный узел.
Предположительно название города берётся от слова Пати «Pathi» (бирманское «мусульманин»), из-за большого количества арабских и индийских торговцев. Имя города Бассейн появилось во время британской колонизации. После Первой англо-бирманской войны англичане построили здесь крепость и с 1826 стали содержать гарнизон.
Сейчас Бассейн — спокойный город с живописной набережной, в городе много буддийских храмов и магазинов цветных зонтов, знаменитых по всей стране.
Хотя исторически Бассейн входил в государства монов, в нём почти не осталось монского населения. В городе проживают немного каренов и араканцев.

## Достопримечательности
- Пагода Швемокто-Пайя, которую по легенде построил сам царь Ашока в 305 до н. э.. Царь Пагана Алаунситу в 1115 довёл высоту ступы до 11 м, а царь Самодогосса в 1263 достроил ступу до 40 м в высоту. Сейчас высота ступы 46.6 м, верхня часть сделана из сплошного золота, в середине — чистое серебро, нижний ярус из бронзы, использовано 829 алмазов, 843 рубинов и 1588 полудрагоценных камней.